# Orquestra de Câmara Paulista
Orquestra de Câmara Paulista foi criada na década de 1990 pelo maestro Branco Bernardes, que atualmente é seu regente e diretor artístico.
Caracteriza-se por ser uma orquestra oriunda da iniciativa privada. Opera com recursos próprios, obtidos através de parcerias com instituições privadas, patrocínios, doações, além da venda de seus eventos e produtos.
Seu repertório procura trazer à luz obras menos conhecidas do grande público, tanto dos séculos passados como também obras contemporâneas. Primeiras audições do Requiem de Jean Gilles, das óperas Le Devin du Village de Jean-Jacques Rousseau e Cavalcanti de Ezra Pound fazem parte de sua história. Por outro lado, a abordagem do repertório tradicional é resultado de uma cuidadosa pesquisa de interpretação histórica.
Sua Coleção Clássicos Brasileiros procura contribuir na divulgação do repertório nacional. O CD "Sarau Brazil", de 2006. A obra resgata canções da música erudita brasileira, com nomes como Xisto Bahia, Carlos Gomes, Alberto Nepomuceno e outros. Camargo Guarnieri foi homenageado no "Curumim", com seu repertório relacionado ao mundo infantil.